# 安東·施塔赫
安東·列維·施塔赫（德語：Anton Levi Stach；1998年11月15日—），德国足球運動員，現效力英超球會列斯聯，德國國家足球隊成員，司職中場。他曾在2021年加入德國國奧隊，隨隊參加東京奧運。

## 俱樂部生涯
施塔赫出生在漢堡，來自體育世家，父親是體育相關的科學工作者，他和妹妹都從小練習網球。
2010年施塔赫加入雲達不萊梅青訓營，在球隊效力了四年多。隨後他在奧爾登堡的西北俱樂部U19隊、奧斯納布呂克U19隊、耶德洛二隊和沃爾夫斯堡二隊效力過。
2020年夏天加入德乙的格雷特霍夫之前，施塔赫一直在第四級別的地區聯賽，而且沒有入選過任何級別的國青隊。
2020年夏天加盟德乙格雷特霍夫，經歷半個賽季的適應就成功取得主力位置，並在與波琴的升級大戰當中還用一腳遠射打進了德乙首個進球。
上個賽季施塔赫為格雷特霍夫在德乙出戰30次，是球隊升級的重要成員。格雷特霍夫在德乙是失球第三少的球隊。
2021年夏天，德甲球隊美因茨以350萬的費用將施塔赫從格雷特霍夫簽入
，創造了球隊隊史轉會費的紀錄。

## 國家隊生涯
2021年3月，施塔赫入選了德國U21國青隊。他以替補身份隨隊獲得2021年歐洲U-21足球錦標賽冠軍，隨後又征戰了東京奧運會。